# Финке, Фридрих Людвиг Вильгельм Филипп фон
Фридрих Людвиг Вильгельм Филипп фрайгерр фон Финке (23 декабря 1774, Минден, Северный Рейн-Вестфалия — 2 декабря 1844, Мюнстер) — прусский государственный деятель.
После вторжения Наполеона в 1806 г. отправился в Англию, чтобы там отстаивать интересы своего отечества. По заключении Тильзитского мира управлял Потсдамским округом, но в 1810 г. подал в отставку, желая заняться своим классическим трудом: «Ueber die Verwaltung Grossbritaniens» (Б., 1816).
По распоряжению французских властей был выслан на левый берег Рейна. В 1813 г. обнаружил кипучую деятельность по организации в Вестфалии ландвера и ландштурма.
Будучи обер-президентом провинции Вестфалии, провел массу новых дорог, устроил гавань в Рурорте, урегулировал отношения между помещиками и крестьянами, способствовал развитию земледелия, основал несколько учительских семинарий, деятельно заботился о народном образовании.
В 1857 г. близ Дортмунда ему поставлен памятник.
Написал еще: «Ueber die Gemeinheitsteilung» (В., 1825). Ср. Bodelschwingh, «Lehen des Oberpräsidenten Freiherrn v. V.» (Б., 1853), «Ludwig Freih. v. V., sein Leben und seine Zeit» (Лемго, 1858).

## Награды
Королевства Пруссия:
- Орден Святого Иоанна Иерусалимского
- Железный крест 2-го класса на белой ленте
- Орден Красного орла 1-го класса с дубовыми листьями (1834)[5][6]
- Орден Чёрного орла (22 августа 1842)[7]

## Галерея
- Памятник
- Герб с лентой ордена Чёрного орла